# 遊☆戯☆王デュエルモンスターズGX タッグフォース2
『遊☆戯☆王デュエルモンスターズGX タッグフォース2』（ゆうぎおうデュエルモンスターズジーエックス タッグフォース2）は、コナミデジタルエンタテインメントから2007年9月27日に発売されたテレビアニメ『遊☆戯☆王デュエルモンスターズGX』を題材とした PlayStation Portable用対戦型カードゲーム。『遊☆戯☆王 タッグフォース』シリーズ第2作目である。

## 概要
収録カード数は「TACTICAL EVOLUTION」までと「GLADIATOR'S ASSAULT」の一部を収録した2889枚で4人通信対戦やミニゲームも可能となった。アニメ2年目で登場した斎王琢磨、エド・フェニックス、ティラノ剣山、3年目で登場したヨハン・アンデルセン、オースチン・オブライエン、ジム・クロコダイル・クック、アモン・ガラムが初登場。『遊☆戯☆王デュエルモンスターズGX タッグフォース』で好評だった3Dアニメーションやフルボイスが引き続き採用されている。

## ストーリー
今回のストーリーはアニメ3年目冒頭のプロフェッサー・コブラとヨハン・アンデルセン等4人の留学生が入学するところから始まる。プロフェッサー・コブラは赴任早々「パートナー・デス・クロージャー・デュエル」を開催しすべての生徒にタッグを組ませデュエルをさせる事を宣言した。この冒頭イベントは共通だがタッグパートナーによりそれぞれ個別のストーリーが展開される。

## ゲームシステム
ノーマルデュエル
『遊☆戯☆王オフィシャルカードゲーム デュエルモンスターズ』の新エキスパートルールで戦うデュエル方式。今回はデュエル開始時に自分がデュエルするかパートナーが単独でデュエルするかを選択できるようになった。
タッグデュエル
2人1組で戦う特殊なデュエル方式。基本的なルールはシングルデュエルと同じ。ライフポイント・フィールド・墓地を2人で共有する。交互にプレイヤーを変更しながら戦う。お互いのデッキ構成のシナジーが勝利への鍵となる。前作では通信対戦では、タッグデュエルができなかったが、今作から可能となっている。
好感度
今回はストーリー進行に好感度が必要となった。ハートを1つためるごとにイベントが進み、8つためた後のイベント後EDを迎えるようになった。好感度はデュエルに勝利する、特定の場所に移動する、ドローパンを贈る等をすると上昇するが、ドローパン以外での上昇は非常に微量なものとなっている。
ミニゲーム
タッグパートナーの好感度を上昇させることができるミニゲーム。ストーリーモードでは特別授業として登場する。高得点であれば上昇するが、失敗した場合には逆に下がってしまう。「デステニーナンバー21」「がけっぷちボール」「ともだち400人できるかな？」「一石にかける青春」の4種類。
ドローパン
前作同様、購買で購入できる。タッグパートナーの好物のドローパンをあげる事ができれば好感度が上昇するが、逆に嫌いなものをあげると好感度は下がってしまう。ストーリーを進める上で必要な好感度を手軽に上げられるためか、購入額が前作の10倍にまではね上がっている。今回も「黄金のタマゴパン」が存在し、これを贈れば一気に好感度のハートが1つ上昇し非常に楽にストーリーを進める事ができる。
デュエリスト名鑑
登場キャラクターのプロフィールと立ち絵のグラフィックを閲覧できる。さらに、ゲームクリアしたキャラクターには、サウンドテストが追加され、ゲーム中で使用された台詞を自由に聞くことができるようになる。
カードアルバム
本作から追加された新システムで、カードに使用されているイラストを閲覧できるコレクションモード。高解像度で閲覧することが可能で、画像を拡大したり、細部まで細かく見ることができる。ただし、閲覧できるイラストはゲーム内で該当するカードを入手しているものに限られる。
カード変換機
複数枚のカードを別のカードに変換してくれる。ただし、変換には、かなりの枚数が必要であるほか、変換機限定でしか入手できないレアカードも存在する。
カードレンタル
『遊☆戯☆王ゼアル オフィシャルカードゲーム』のカードに記されている、8桁のナンバーを入力することでそのカードを入手できるシステム。ただし、このカードを使用した場合にはペナルティーとしてカードレンタル料が発生する。
UMD認識
他のゲームのUMDを認識させる事でカードを入手するシステム。ゲームタイトルにより入手できるカードは1つ1つ違いカード購入もままならない序盤では非常に重宝する。なお、前作ソフトである『遊☆戯☆王デュエルモンスターズGX タッグフォース』を認識させると三幻神とよばれる「オシリスの天空竜」「オベリスクの巨神兵」「ラーの翼神竜」の3枚が入手でき、隠しパックも購入可能となる。この3枚と隠しパックは『遊☆戯☆王デュエルモンスターズGX タッグフォース』のUMDを認識させる事でしか入手できない。

## 登場人物

### メインキャラクター
- 主人公:ボイス無し
- 遊城十代（ゆうき じゅうだい）:KENN
- 万丈目準（まんじょうめ じゅん）:松野太紀
- 丸藤翔（まるふじ しょう）:鈴木真仁
- 前田隼人（まえだ はやと）:蓮岳大
- 三沢大地（みさわ だいち）:増田裕生
- 天上院明日香（てんじょういん あすか）:小林沙苗
- 丸藤亮（まるふじ りょう）:前田剛
- 天上院吹雪（てんじょういん ふぶき）:遊佐浩二
- 枕田ジュンコ（まくらだ じゅんこ）:谷内友美
- 浜口ももえ（はまぐち ももえ）:長浜満里子
- 早乙女レイ（さおとめ れい）:仙台エリ
- クロノス・デ・メディチ:清水宏
- ティラノ剣山（てぃらのけんざん）:下崎紘史
- エド・フェニックス:石田彰
- ヨハン・アンデルセン:入絵加奈子
- オースチン・オブライエン:川本成、
- ジム・クロコダイル・クック:岩橋直哉
- アモン・ガラム:峯暢也
- 鮫島校長（さめじまこうちょう）:ボイス無し
- 鮎川恵美（あゆかわ えみ）:根谷美智子
- 樺山教授（かばやまきょうじゅ）:ボイス無し
- ファラオ:ボイス無し
- トメ:長浜満里子
- セイコ:釘宮由稀
- 大山平（たいざん たいら）:土田大
- 万丈目長作（まんじょうめ ちょうさく）:平野貴裕
- 万丈目正司（まんじょうめ しょうじ）:冨田真
- ボーイ:勝杏里
- 人造人間－サイコ･ショッカー（じんぞうにんげん さいこしょっかー）:鶴岡聡
- サラ:水谷優子
- タイタン:若本規夫
- ブラック・マジシャン・ガール:中尾友紀
- 迷宮兄弟・兄（めいきゅうきょうだい あに）:竹本英史
- 迷宮兄弟・弟（めいきゅうきょうだい おとうと）:西村仁
- ダークネス:遊佐浩二
- プロフェッサー・コブラ:高塚正也
- 斎王美寿知（さいおう みずち）:櫻井智
- 斎王琢磨（さいおう たくま）:子安武人

### サブキャラクター
総勢100人近くに上るゲームオリジナルキャラクター達。いわゆるサブキャラであるが、11人もの声優がボイスを担当しており、女子生徒には専用グラフィックスが用意されている者も多数存在する。
- 一般男子生徒:下崎紘史、石橋美佳、岩間健児、平野貴裕、冨田真
- 一般女子生徒:鮭延未可、吉田麻子、釘宮由稀、中尾友紀、谷内友美
- 一般教師:木内秀信

## 関連書籍
- 遊☆戯☆王デュエルモンスターズGX TAG FORCE 2 マスタータッグデュエル（Vジャンプブックス）（2007年9月27日発行、ISBN 978-4087794274）